# Damernas åtta med styrman i rodd vid olympiska sommarspelen 1996
Damernas åtta med styrman i rodd vid olympiska sommarspelen 1996 avgjordes mellan den 22 och 28 juli 1996.

## Medaljörer
| Gren             | Guld | Silver | Brons |
| Åtta med styrman | Rumänien Liliana Gafencu Veronica Cochelea Elena Georgescu Anca Tănase Doina Spîrcu Marioara Popescu Ioana Olteanu Elisabeta Lipă Doina Ignat | Kanada Anna van der Kamp Tosha Tsang Lesley Thompson Emma Robinson Jessica Monroe Heather McDermid Maria Maunder Theresa Luke Alison Korn | Belarus Jelena Mikulitj Marina Znak Natalja Voltjek Natalia Stasjuk Tamara Davjdenko Valentina Skrabatun Natalja Lavrinenko Jaroslava Pavlovitj Aleksandra Pankina |

## Resultat

### A-final
| Placering | Roddare | Land       | Tid     |
| --------- | --- | ---------- | ------- |
| 1         | Liliana Gafencu, Veronica Cochelea, Elena Georgescu, Anca Tănase, Doina Spîrcu, Marioara Popescu, Ioana Olteanu, Elisabeta Lipă och Doina Ignat                       | Rumänien   | 6:19,73 |
| 2         | Anna van der Kamp, Tosha Tsang, Lesley Thompson, Emma Robinson, Jessica Monroe, Heather McDermid, Maria Maunder, Theresa Luke och Alison Korn                         | Kanada     | 6:24,05 |
| 3         | Jelena Mikulitj, Marina Znak, Natalja Voltjek, Natalia Stasjuk, Tamara Davjdenko, Valentina Skrabatun, Natalja Lavrinenko, Jaroslava Pavlovitj och Aleksandra Pankina | Belarus    | 6:24,44 |
| 4         | Anne Kakela, Mary McCagg, Laurel Korholz, Catriona Fallon, Betsy McCagg, Monica Tranel Michini, Amy Fuller, Jennifer Dore och Yasmin Farooq                           | USA        | 6:26,19 |
| 5         | Jennifer Luff, Gina Douglas, Amy Safe, Anna Ozolins, Karina Wieland, Alison Davies, Carmen Klomp, Bronwyn Thompson och Kaylynn Hick                                   | Australien | 6:30,10 |
| 6         | Femke Boelen, Marleen van der Velden, Astrid van Koert, Marieke Westerhof, Rita de Jong, Tessa Knaven, Tessa Appeldoorn, Muriel van Schilfgaarde och Jissy de Wolf    | Ryssland   | 6:31,11 |